# 万里小路春房
万里小路 春房（までのこうじ はるふさ）は、室町時代後期の公卿。官位は右大弁、参議。位階は正四位上。

## 経歴
甘露寺親長の長男で当初は甘露寺 氏長（かんろじ うじなが）と称していたが、後に万里小路家を継いで改名した。室は二楽院宋世（飛鳥井雅康）の娘。
寛正2年4月13日（1461年5月22日）に13歳で右少弁に任ぜられ、同4年4月13日（1463年5月1日）に蔵人就任の拝賀を行っており、この時までに後花園天皇の蔵人に補任され、次の後土御門天皇の践祚後も蔵人を務めた。
文正2年1月5日（1467年2月9日:3月に「応仁」と改元）、万里小路家に養子入りして「万里小路春房」と改名する。万里小路家の当主であった万里小路冬房（正二位前権大納言）は隠退の意思が強く、後継者もいないことから同じ勧修寺流でこれまでも同家に養子を入れた事があった甘露寺家から後継者が選ばれたのである。応仁元年9月20日（1467年10月18日:後花園院出家の日）に冬房は従一位に叙されて准大臣宣下が下されると、10月5日（同年11月1日）には院の後を追って出家している。
ところが、文明3年4月29日（1471年5月19日）になって右大弁・参議であった春房は突如、室町幕府の重臣であった伊勢貞親と共に自分の妹婿である近江国の朽木貞綱の許に出奔してそのまま出家するという事件を起こしてしまう。応仁の乱の最中の幕府要人の出奔に加え、甘露寺家の関係者が2人も関わっているこの騒動の原因など詳細は不明である。今泉淑夫は応仁の乱前後の公家社会の閉塞感や春房が万里小路家の保守的な家風（万里小路冬房は詩歌や蹴鞠、笛などの芸事を好まなかったという）に馴染めなかった事に原因を求め、井原今朝男は乱の真っただ中にある室町幕府内部で公家社会を巻き込む政治的内紛があり、春房もそれに巻き込まれたとする。
出家した春房は楽邦院寂誉（らくほういんじゃくよ）、江南院龍霄（こうなんいんりゅうしょう）、春誉（しゅんよ）などと称したが、京都や美濃国などを拠点として、和歌や実父譲りの蹴鞠などを通じて皇室や摂家・同族の勧修寺流を始めとする京都の公家社会や文化人と関係を持った他、日明貿易にも関わり、自身も遣明船にて明に渡航している。また、朝廷や実家の甘露寺家及びその親族（従兄弟で親友でもあった三条西実隆など）などの経済活動の支援も行っている。文亀2年（1502年）に行われた春日社法楽歌会でも義父の二楽院宋世と共に中心的な役割を果たした。

## 系譜
- 父：甘露寺親長（1424-1500）
- 母：不詳
- 養父：万里小路冬房（1423-1475）
- 妻：二楽院宋世 - 飛鳥井雅康娘